# Juodupė (dopływ Tatuli)
Juodupė – rzeka na Litwie, w okręgu poniewieskim, w rejonie birżańskim. Prawy dopływ Tatuli. Długość rzeki wynosi 24 kilometrów, a powierzchnia zlewni 68 km². Źródło znajduje się w pobliżu Upeliškis, 6 km na północ od Wobolnik. Wpływa do Tatuli w Podbirżach. Szekorość rzeki wynosi od 6 do 10 metrów, głębokość 1,8–2,5 m. Średnie nachylenie wynosi 0,48 m/km, a średni przepływ u ujścia 0,40 m³/km. Dolne partie rzeki znajdują się na terenie Birżańskigo Parku Regionalnego. Jedynym nazwanym dopływem jest lewostronne Šakarnė.